# Deraeocoris sayi
Deraeocoris sayi är en insektsart som först beskrevs av Reuter 1876.  Deraeocoris sayi ingår i släktet Deraeocoris och familjen ängsskinnbaggar. Inga underarter finns listade i Catalogue of Life.